# Mikhaïl Kogan
Pour les articles homonymes, voir Kogan.
Mikhaïl Naoumovitch Kogan (en russe : Михаил Наумович Коган) est un physicien et mathématicien russe. Il est le fondateur de l'école soviétique de la théorie cinétique des gaz. Il a également travaillé dans le domaine de la dynamique des gaz au TsAGI.

## Biographie
Il commence à travailler à l'Institut d'aviation de Moscou puis étudie les mathématiques et la mécanique à l'université de Moscou. Il est sélectionné pour poursuivre ses études sous la direction de Anatoli Dorodnitsyne en même temps que sa future épouse Irina Sokolova.
Il entre en 1946 au TsAGI où il travaille sur les problèmes d'aérodynamique transsonique et supersonique et l'optimisation de forme d'aile d'avion. Il obtient un doctorat de cet institut en 1947.
Il s'intéresse ensuite à la magnétohydrodynamique (MHD) et obtient une thèse de doctorat d'État en 1962. En 1964, il devient professeur à l'université de Moscou. Il développe la théorie cinétique des gaz, discipline alors inconnue de la communauté scientifique soviétique. L'école ainsi créée deviendra une référence mondiale sur ce sujet en s'appuyant sur une base expérimentale au TsAGI.

## Distinctions
- Prix Joukovski en 1960.
- Prix d'État de l'URSS en 1972.
- Diplôme de « Travailleur émérite de la science de la fédération de Russie » en 1993.
- Médaille d'or du TsAGI en 2007.

## Ouvrage
- (en) Mikhail N. Kogan, Rarefied Gas Dynamics, Springer, 1969 (ISBN 978-1-4899-6189-1)